# Lippia mexicana
Lippia mexicana là một loài thực vật có hoa trong họ Cỏ roi ngựa. Loài này được G.L.Nesom mô tả khoa học đầu tiên năm 1994 publ. 1995.